# Klanec
Klanec est un village de la commune de Komenda en Slovénie.

## Personnalités
- Le cycliste Tadej Pogačar est né dans le village[1].